# グロース＝リヒターフェルデ電気軌道

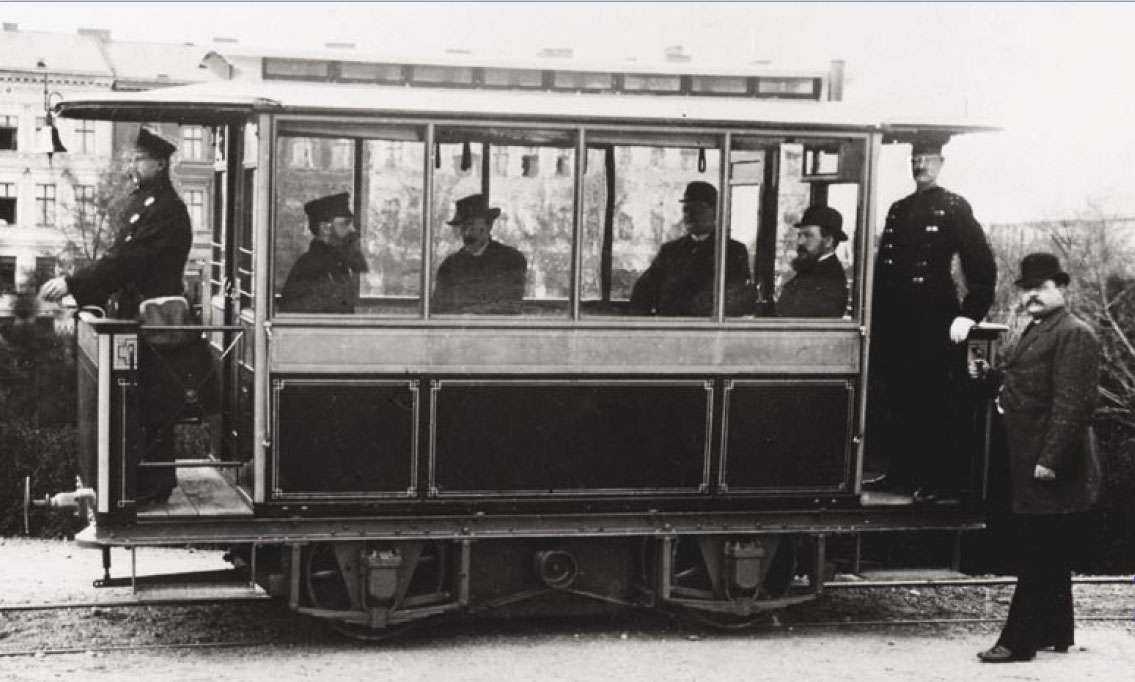
登場時の車両（1882年）

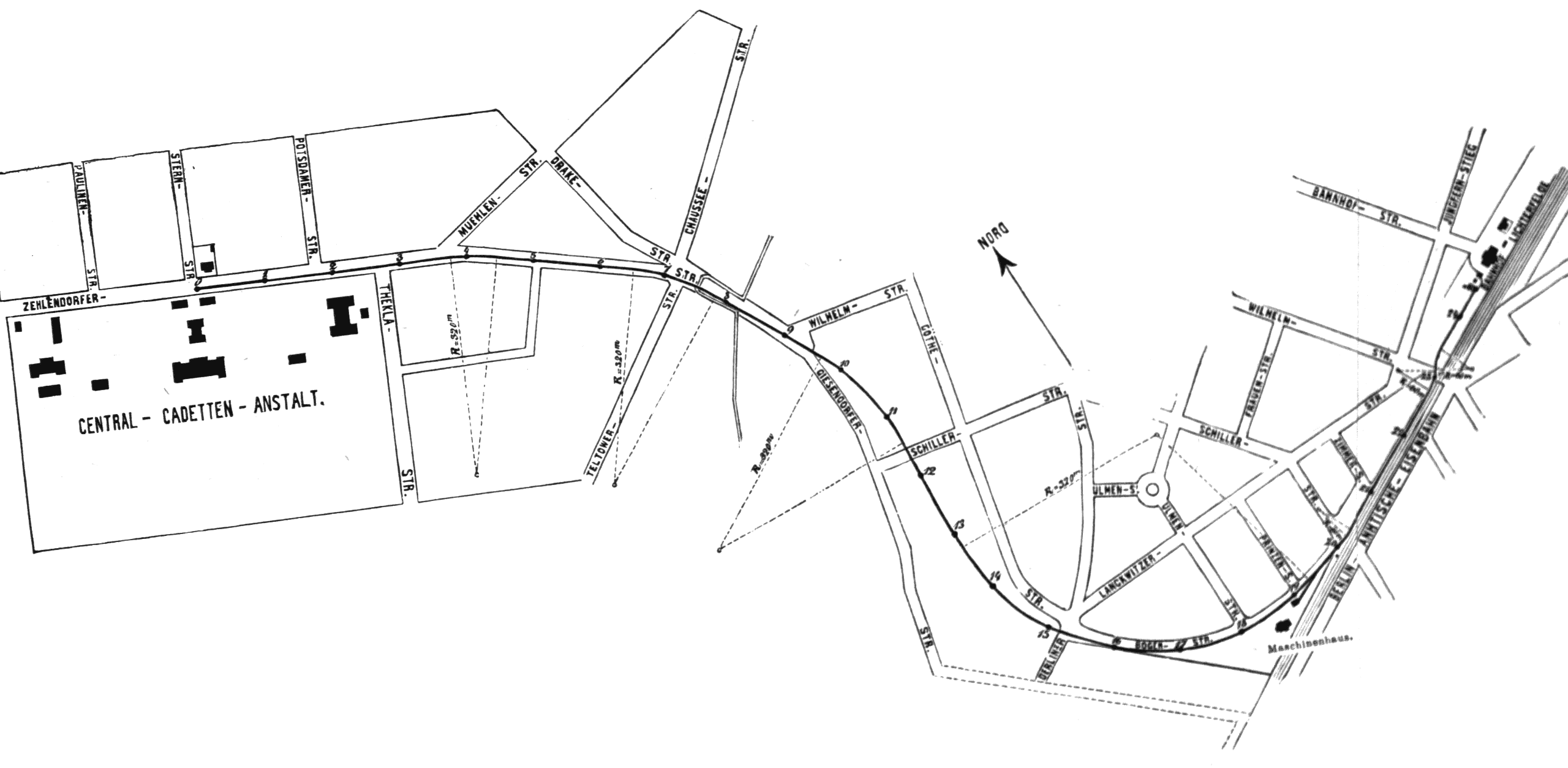
路線図

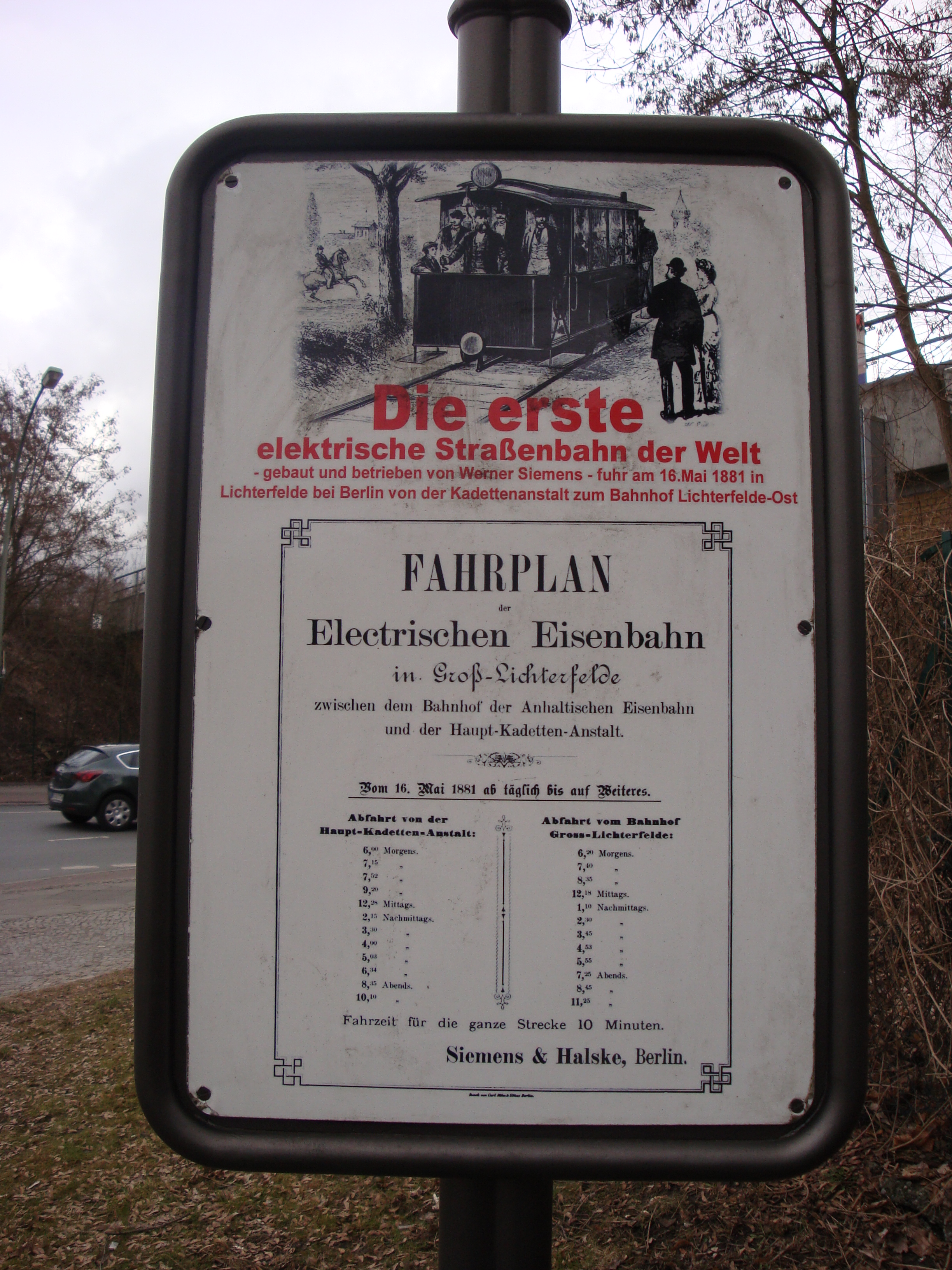
リヒターフェルデ東駅付近に設けられた世界初の路面電車を記念する看板

グロース＝リヒターフェルデ電気軌道（ドイツ語: Straßenbahn Groß-Lichterfelde）は、ジーメンス・ウント・ハルスケによってベルリン郊外のリヒターフェルデに建設され、1881年5月16日に運行開始した世界初の路面電車である。

## 概要
ヴェルナー・フォン・ジーメンスは既に最初の電動式客車をベルリンの産業博覧会で2年前に実演済みだった。この概念を開発するために彼はリヒターフェルデ・ヴェストのプロシア陸軍の士官学校 (Hauptkadettenanstalt) の既存のメーターゲージの軌道を使用して路面電車を走らせる公式の許可を得た。
アンハルト線のリヒターフェルデ東駅を起点としてZehlendorfer Straße（ツェーレンドルフ通り　現在のFinckensteinallee：フィンケンシュタインアレー）にある士官学校までの全長2.4kmの路線だった。それぞれの車両は180V直流 4kWの電動機を備え、電力は現代の鉄道模型のように走行用の軌道から集電した。軌道は車道から分離され、侵入が禁止された。
踏切では通行者の安全のため列車通過時以外は送電を停止していたが、それでも人や馬が感電する事故は後を絶たなかった。また、若者達による軌道上に金網を置く悪戯（短絡で金属が光る光景を楽しむ）でしばしば運休となったともされている。
1891年に架線が設置され、路線はリヒターフェルデ西駅まで延伸された。複数回の路線延伸やベルリン市電への統合などを経て、1931年に運行が終了した。